# Antiker Orden der Freigärtner
Der Antike Orden der Bruderschaft der Freigärtner oder ursprünglich ye Fraternitie of Gardiners East Lothian, wie sie sich im ältesten Protokoll vom 16. August 1676 nennt, wurde in Haddington gegründet. Sie ist ein brüderlicher Zusammenschluss, der sich von Schottland nach England, Irland und in die britischen Kolonien ausgebreitet hat. Die modernen Freigärtner aus Schottland sind nicht mit den preußischen Freigärtnern zu verwechseln.
Die Freigärtnerlogen existierten parallel zur Freimaurerei. Die moderne Freigärtnerei (1676) ist älter als die moderne Freimaurerei (1717). Sowohl die Freimaurerlogen als auch die Freigärtnerlogen enthielten von Beginn an Klauseln, die es Berufsfremden und Nichthandwerkern ermöglichten, Mitglied zu werden. Diese Mitglieder bezeichnete man entweder als spekulative Mitglieder oder als Gentlemen-Mitglieder.
Bei den Freigärtnern war zudem klar geregelt, dass der Mitgliedsbeitrag für Berufsgärtner niedriger als der Beitrag aller anderen Berufsgruppen und Nichthandwerker zu sein hatte. Sie waren im Wesentlichen demokratisch organisiert. Die Logenkasse (Box genannt), in der sich Logengelder und Logenpapiere befanden, wurde einer regelmäßigen und akribischen Prüfung unterzogen.

## Geschichte

### 17. Jahrhundert
Der Wunsch der schottischen Freigärtner des 17. Jahrhunderts, sich zu organisieren, scheint hauptsächlich mit dem wachsenden Interesse des lokalen Adels an der Renaissance und an Landschaftsgärten zusammenzufallen, der den Bedarf an Berufsgärtnern zunehmen ließ. Die meisten frühen Regeln befassen sich mit den praktischen Aspekten der Gartenarbeit, sowie mit der Streuung von Informationen innerhalb der Freigärtnerlogen bezüglich spekulativ-spirituellem sowie fachlichem Wissen. Einige soziale Regeln sehen unter anderem vor, wie Spenden und Geldbeiträge verwendet werden sollen, um z. B. notleidenden Witwen, Waisen und Armen zu helfen. Die 15 Pflichten (Interjunctions genannt), die dem Protokoll von 1676 beigefügt sind, zeigen außerdem, dass sehr viel Wert auf gutes Betragen, Benehmen und gute Sitten gelegt wird.

### 18. Jahrhundert
Um 1715 wurde in Dunfermline eine zweite Freigärtnerloge gegründet, die von zwei Mitgliedern der örtlichen Aristokratie, dem Earl of Moray und dem Marquess of Tweeddale, stark gefördert und unterstützt wurde. Ihre veröffentlichte Chronik enthielt eine Mitgliederliste, in der ein Duke, ein Marquess, sechs Earls, sieben Lords, acht Ritter und Hunderte von Offizieren, Ministern, Anwälten und anderen Landbesitzern und Lairds aufgelistet waren.
Die beiden Mutterlogen in Haddington und Dunfermline erweiterten ihren Rekrutierungsbereich erheblich, aber ohne die Gründung neuer Freigärtnerlogen. Erst 1796 wurden drei neue Freigärtnerlogen gestiftet: in Arbroath, Bothwell und Cumbnathan.

### 19. Jahrhundert
Es gab mehrere Bestrebungen, sich stadtübergreifend zusammenzuschließen; jedoch blieben einige der älteren Freigärtnerlogen bewusst unabhängig. Zu einer gemeinsamen Verwaltung oder zu einer Großloge der Freigärtner kam es erst 1849 in Penicuik.  Es wurden drei Freigärtnerlogen in den USA gegründet: die Ash-Loge in New Jersey, die First-Thistle-Loge in New York und die Lonaconing-Thistle-Loge in Maryland. Die Freigärtner dehnten sich von Schottland in die ehemaligen Kolonien aus.
Mitte des 19. Jahrhunderts zählte die Freigärtner-Bruderschaft Tausende von Mitgliedern. Auf dem Höhepunkt gab es allein in der Region Lothian über 10.000 Freigärtner, die mehr als 50 Freigärtnerlogen angehörten. Nur zum Vergleich: Lothian ist ein Gebiet südlich von Edinburgh von 1.725 km² Größe, d. h. ein Gebiet, das halb so groß ist wie die Insel Mallorca.

### 20. Jahrhundert
Im 20. Jahrhundert fielen die meisten Mitglieder den beiden Weltkriegen zum Opfer. Die Gesamtmitgliederzahlen waren schließlich zu gering, um zu überleben.
1911 wurde zudem in Großbritannien ein nationales Gesetz eingeführt, das den Staat zur Sozialversorgung seiner Bürger verpflichtete. Daraufhin trafen sich im gleichen Jahr die Großloge und einige unabhängige Freigärtnerlogen. 1939 wurde das Protokoll der Haddington-Freigärtnerloge ausgesetzt, zum ersten und einzigen Mal in ihrer Geschichte. Trotz der Rekrutierung neuer Mitglieder erklärten die Haddington-Freigärtner am 22. Februar 1953 ihre Auflösung.
1956 wurde schließlich der Stammsitz der schottischen Großloge von Penicuik in Schottland nach Kapstadt in Südafrika verlegt. Ende der 1960er Jahre waren die Freigärtnerlogen in Großbritannien als Organisation nahezu ausgestorben. Außerhalb der britischen Inseln – besonders in Südafrika und Australien – existierte und florierte die organisierte Freigärtnerei aber weiter.

### 21. Jahrhundert
In Australien schlossen sich 1866 die Freigärtnerlogen zum Grand United Order of Free Gardeners zusammen. Über 140 Jahre lang blühten und gediehen sie auf dem australischen Kontinent. Jedoch traf sie 2006 ein bitterer Schicksalsschlag. Aus einem Bericht der Australian Prudential Regulatory Authority (APRA) vom September des Jahres 2006 geht hervor, dass festgestellt wurde, dass die Standards für Genossenschaften nicht mehr mit dem alten Steuerrecht vereinbar waren.  Es waren schließlich die gleichen Gründe, die bereits ein halbes Jahrhundert zuvor zum Niedergang der Freigärtnerei in Großbritannien geführt hatten. Dennoch waren sie für eine Wiederbelebung der Freigärtnerei in Großbritannien mitverantwortlich, denn sie hatten sich vier Jahre zuvor auf Spurensuche nach ihren eigenen Ursprüngen nach Schottland begeben.
Zwischen den Jahren 2000 und 2002 unternahmen Freigärtner aus Südafrika und Australien den Schritt, die Freigärtner-Bruderschaft in Schottland wiederzubeleben. Glücklicherweise trafen sie auf ehemalige Freigärtner. 2002 etablierten schottische, englische, australische und südafrikanische Freigärtner eine Stiftung zur Förderung und Wiederbelebung der Freigärtnerei in Großbritannien. Ziel der Stiftung ist es, die Wiederbelebung und Bewahrung der Freigärtnerei sowie ihrer Zeremonien, spekulativen Erkenntnisse, Geheimnisse, ihres spirituellen Wissens und ihres Brauchtums.

## Freigärtnerei heute
Die Freigärtnerloge The Countess of Elgin trug die Matrikelnummer 105 der alten Großloge (1849). Daraufhin erhielt sie die Matrikelnummer 3, denn sie gehörte zu den drei Gründerlogen der neuen Großloge, die sich aus der alten herausgebildet hatte und heute gemeinhin New Order 2002 genannt wird. Die drei Gründerlogen des New Order 2002 sind Caledonian Thistle Lodge No. 1 (2002/Edinburgh), Cianalas Lodge No. 2 (2002/Brora) und The Countess of Elgin Lodge No. 3 (2002/Kirkcaldy). Die neue Großloge hat bis heute 33 Freigärtnerlogen gegründet, nämlich in Schottland, England, USA, Wales, Monaco, Frankreich, Australien, Spanien, Belgien und auf den Philippinen sowie in Deutschland.
Am 17. März 2020 wurde in Schwetzingen die Freigärtnerloge Carl Theodor zum goldenen Garten e. V. gegründet. Sie ist die allererste Freigärtnerloge Deutschlands. Sie ist gemeinnützig, im Vereinsregister eingetragen und steht mit der ältesten schottischen Tradition der Freigärtnerei von 1676 in direkter Verbindung. Sie erhielt von der neuen Großloge die Matrikelnummer 30.
Die erste Freigärtner-Großloge wurde am 14. Mai 2023 in Schwetzingen gegründet und am 10. November 2023 deren Groß-Bewahrer installiert. Traditionsgemäß sind dies immer acht Bewahrer in den Einzellogen und acht Groß-Bewahrer in der Großloge. Dabei versteht sich aber die Freigärtnerei als ein Orden und in der Großloge verbleibt nur der administrative und repräsentative Charakter der Freigärtnerei.

## Geistige Inhalte
Freigärtner sehen unter anderem im Garten einen spirituellen Zugang zu sich selbst. Die Idee der Freigärtner nimmt insbesondere Bezug auf den biblischen Paradiesgarten sowie auf die Pflege des Erdbodens, was metaphorisch mit der Kultivierung des Geistes, der Seele und der Tugenden gleichgesetzt wird. Ihre Haltung entspricht einer tiefen Zuneigung gegenüber dem Schöpfer, der Schöpfung, der Natur und dem Menschen. Die Berufung auf den Paradiesgarten, aber auch auf den Lebensbaum, der mitten im Paradiesgarten steht, stellt eine bewusste Verbindung zur jüdisch-christlichen Mystik, der Kabbala dar.

### Die vier Grade der Freigärtner
Die Zeremonien der Freigärtner nehmen Bezug auf die biblische Geschichte des Gartens Eden. Adam wird bei den Freigärtnern als erster Urahn der Freigärtner verehrt. Folglich liegt die Bibel auf dem Altar beim Buch Genesis bei Kapitel 2, Vers 15 aufgeschlagen. Es wird in Deutschland, Kanada, der Schweiz und Australien der vierte Grad bearbeitet und in den drei erstgenannten werden auch Frauen aufgenommen. In Belgien und UK erfolgt allmählich auch eine Öffnung gegenüber Frauen, wobei dort nur drei Grade bearbeitet werden.

#### 1. Grad = Freigärtner-Lehrling
Der erste Grad handelt von der biblischen Geschichte über den Garten Eden und über den Fall des Menschen, der zur Verbannung aus dem Garten führte.
Es werden zudem die symbolischen Werkzeuge der Freigärtner vorgestellt: Winkelmaß, Zirkel und das Gärtnermesser.
Interessant in diesem Grad ist, dass seine Erkenntnis darin liegt, dass das ursprüngliche Geheimnis der Schöpfung Adam und Eva zugleich anvertraut wurde, was dem Vers 15 des 2. Kapitels der Genesis entspricht. Denn die Trennung des Menschen in Mann und Frau erfolgte später, nämlich erst ab dem Vers 18 ff. des 3. Kapitels.

#### 2. Grad = Freigärtner-Mitbruder
Der zweite Grad schlägt eine Brücke vom Garten Eden zu Noah und seiner Arche. Noah war nach der Sintflut nicht nur der erste Patriarch seiner achtköpfigen Familie, sondern auch der ganzen Menschheit. Er wird darum bei den Freigärtnern als der zweite Urahn der Freigärtner betrachtet.
Die Zeremonie des zweiten Grades führt den Freigärtner auf eine Reise vom Garten Eden über andere Gärten zum Garten Gethsemane. Sie sollen ihm als Vorbilder eines mit der Natur verbundenen Lebens dienen.

#### 3. Grad = Freigärtner-Meister
Der dritte Grad konzentriert sich auf König Salomo, der den Freigärtnern als dritter Urahn der Freigärtner gilt. König Salomo war ein Wissender und Gelehrter, der auch Kenntnis über allerlei Bäume, Sträucher und Pflanzen hatte. Er war nicht nur für den Tempelbau verantwortlich, sondern auch für das Anlegen des königlichen Gartens, aus dem allerlei Räucherwerk, Weihrauch, Harze und Öle für den Tempeldienst gewonnen wurden.

#### 4. Grad = Freigärtner-Alt-Meister
Der vierte Grad konzentriert sich auf Jesus von Nazareth, der den Freigärtnern als der letzte Urahn der Freigärtner gilt. Der Garten Gethsemane wird erneut thematisiert und dort wurde er nach seiner Auferstehung von Maria Magdalena mit dem Gärtner des Gartens verwechselt; was wiederum einen Bezug zum Paradiesgarten setzt, denn der Freigärtner hat den zukünftigen Paradiesgarten in sich selbst anzulegen, d. h. die freigärtnerischen Tugenden in sich zu kultivieren.

## Zeremonielle Bekleidung der Freigärtner
Auf dem Schurz sind vier Symbolgruppen angebracht. Auf der überhängenden Lasche befinden sich das allsehende Auge Gottes sowie die drei symbolischen Werkzeuge: Zirkel, Winkelmaß und Gärtnermesser, die im I. Grad näher erläutert werden. Das Auge ist als Symbol der göttlichen Allgegenwart zu verstehen, denn der Glaube an eine göttliche Weltordnung ist eine Voraussetzung für die Aufnahme in die Freigärtnerei. Gott wird unter dem Begriff Des großen Gärtners des Universums verehrt.
Die räumliche Trennung der oberen, ersten Symbolgruppe auf der Lasche vom restlichen Schurz soll auf die Transzendenz des oberen Bereiches hindeuten. Der untere Bereich des Schurzes beherbergt drei Symbolgruppen:
- Die vier Buchstaben  P, G, H, E,
- die vier Buchstaben S, O, N, A und
- die Arche Noah, den Regenbogen und die Taube mit dem grünen Olivenzweig im Schnabel.

Die erste Buchstabengruppe auf den Schurzen bezieht sich auf die vier Flüsse, die mitten im Paradiesgarten entspringen: Pischon, Gihon, Hiddekel (Tigris) und Euphrat. Sie können als Hüllworte für die vier Freigärtner-Tugenden interpretiert werden: Liebe, Weisheit, Harmonie und Wahrheit. Denn die vier Flüsse fließen von der Mitte des Paradiesgartens in die Außenwelt und sollen damit die vier Freigärtner-Tugenden in die Welt tragen.
Die nächste Buchstabengruppe S, O, N, A steht für Salomo, Noah und Adam. Ihre Reihenfolge ist nicht chronologisch und der Buchstabe O steht nicht für eine biblische Person, sondern für den Olivenzweig oder den Olivenbaum. Während der biblische Baum der Erkenntnis des Guten und Bösen als Apfelbaum missinterpretiert wurde, wird der zweite Baum mitten im Paradiesgarten zumeist als Olivenbaum gedeutet.
Die Arche Noah, der Regenbogen und die Taube mit dem grünen Olivenzweig im Schnabel bilden die unterste, vierte vierer Symbolgruppe. Die drei Symbole spielen auf drei Stellen des Alten Testaments an und auf die Verheißung einer neuen Weltordnung.

## Freigärtnerlogen in Europa, USA und auf den Philippinen
Folgende Freigärtnerlogen existieren seit Gründung der neuen Großloge am 12. Oktober 2002 (genannt New Order 2002) in Europa und in den USA:
- Nr. 1 – Caledonian Thistle, Edinburgh (gegründet 2002 in Schottland)
- Nr. 2 – Cianalas, Brora (gegründet 2002 in Schottland)
- Nr. 3 – The Countess of Elgin, Kirkcaldy bzw. Loge Nr. 105 (gegründet 2002 in Schottland)
- Nr. 4 – Adelphi Bluebell, Uddingston (gegründet 2002 in Schottland)
- Nr. 5 – Cheshire Bluebell, Cheshire (gegründet 2003 in England)
- Nr. 6 – Eden, Leuchars (gegründet 2003 in Schottland)
- Nr. 7 – Ayrshire Bluebell, Ayrshire (gegründet 2004 in Schottland)
- Nr. 8 – Virginia Bluebell, Strasburg, Virginia (gegründet 2004 in den USA)
- Nr. 9 – Spagyria Bluebell, Davisburg, Michigan (gegründet 2010 in den USA)
- Nr. 10 – Mormond Hill Bluebell, Strichen (gegründet 2011 in Schottland)
- Nr. 11 – Buckeye Bluebell, Ohio (gegründet 2012 in den USA)
- Nr. 12 – Spoonwood, Pennsylvania (gegründet 2012 in den USA)
- Nr. 13 – Hanging Gardens of Babylon Lodge, London (gegründet 2013 in England)
- Nr. 14 – Flower of the Forth Bluebell, Stirling (gegründet 2013 in Schottland)
- Nr. 15 – Cenhinen, Wales (gegründet am 18. April 2015 in London)
- Nr. 16 – Sorbus Bristoliensis, Bristol (gegründet in Wales)
- Nr. 17 – Garden of England, Strood in Kent (gegründet in England)
- Nr. 18 – Metatron, Monte Carlo (gegründet in Monaco)
- Nr. 19 – St. James Bluebell, Coat Bridge (gegründet in Schottland)
- Nr. 20 – English Rose, Essex (gegründet in England)
- Nr. 21 – Parc Floral D’Apremont, Paris (gegründet in Frankreich)
- Nr. 22 – Sunflower, Brisbane (gegründet in Australia)
- Nr. 23 – Jardin de San Pantoleon de Losa, Burgos (gegründet in Spanien)
- Nr. 24 – Garden of Eden, Treherbert im Rhonda Valley (gegründet in Wales)
- Nr. 25 – Jardin du Moulin de Feline, Lyon (gegründet in Frankreich)
- Nr. 26 – Lennox Thistle, Dumbarton (gegründet in Schottland)
- Nr. 27 – Fleur de vie, Boussu (gegründet in Belgien)
- Nr. 28 – Les Jardins de Gasteiz, (gegründet in Spanien)
- Nr. 29 – Sampaguita, Quezon City (gegründet 2020 auf den Philippinen)
- Nr. 30/1 – Carl Theodor zum goldenen Garten, Schwetzingen (gegründet 2020 in Deutschland)
- Nr. 30/2 – Zum goldenen Olivenzweig (gegründet 30. August 2022 in Zürich, Schweiz)
- Nr. 30/3 – Mount of Olives Free Gardeners Lodge (gegründet 2023 in Edmonton, Kanada)
- Nr. 31 – Kaningag, Cebu City (gegründet 2020 auf den Philippinen)
- Nr. 32 – St. Andrew Bluebell, East Kilbride (gegründet 2020 in Schottland)
- Nr. 33 – Ylang-Ylang, Manila (gegründet 2020 auf den Philippinen)
- Nr. 35 – Oldrich Oak Lodge, Prag (gegründet in Tschechien)
- Nr. 36 – Fleur de Lis, Cainta (gegründet auf den Philippinen)
- Nr. 37 – Les Jardins de l’Aljambra, Granada (gegründet in Spanien)
- Nr. 38 – Lambago Lodge, Mindanao (gegründet auf den Philippinen)
- Nr. 39 – La Vigne et le Ble, Durbuy (gegründet in Belgien)
- Nr. 40 – Rose and Bluebell, Sutton, Surrey (gegründet in England)
- Nr. 41 – Ordre des Francs Jardiniers de France, Paris (gegründet in Frankreich)
- Nr. 42 – I Giardini del Melograno, Pisa (gegründet in Italien)
- Nr. 43 – Acacia Lodge, Zamboanga City, Mindanao (gegründet 5. Mai 2022 auf den Philippinen)
- Nr. 44 – Car Linnaeus, Stockholm (gegründet 22. April 2023 in Schweden)
- Nr. 46 – Mother Ignacia Lodge, Quezon City (gegründet auf den Philippinen)

## Belege
1. ↑   Homepage Freigärtnerloge Carl Theodor zum goldenen Garten e.V. (aufgerufen am 14. April 2020) - Geschichte der Freigärtner
2. ↑  Interjunctions for ye Fraternitie of the Gardiners of East Lothian. 16. August 1676.
3. ↑  Robert L.D. Cooper. The Origin and History of the Order of Free Gardeners, Quatuor Coronati Lodge, No.2076 (2000). S. 112
4. ↑  Cracking the Freemason's Code: The Truth About Solomon's Key and the Brotherhood, Rider, 5. Oktober 2006, London, S. 165.
5. ↑  Interjunctions for ye Fraternitie of the Gardiners of East Lothian. 16. August 1676.
6. ↑  Cracking the Freemason's Code: The Truth About Solomon's Key and the Brotherhood, Rider, 5. Oktober 2006, London, S. 166.
7. ↑  Cracking the Freemason's Code: The Truth About Solomon's Key and the Brotherhood, Rider, 5. Oktober 2006, London, S. 164: By 1849, twenty Lodges were known to exist, and on 6 November 1849 a meeting was held at Lasswade, Midlothian, to which all known Lodges were invited, with the intention of establishing a Grand Lodge.
8. ↑  Ende des 19. Jahrhunderts wurden Zweigstellen für Frauen und Jugendliche eröffnet. Ganz ähnlich, wie das bei der Freimaurerei war: Shriners, DeMolay, Eastern Star usw.
9. ↑  Cracking the Freemason's Code: The Truth About Solomon's Key and the Brotherhood, Rider, 5. Oktober 2006, London, S. 184: The order could not survive, as the destinies of the Lodges of Dunfermline and Haddington, legally terminated in 1953, prove.
10. ↑  https://www.smh.com.au/business/free-gardeners-withers-on-the-vine-20060929-gdohu4.html aufgerufen am 21. April 2020
11. ↑  http://adelphibluebell4.scot/about.html aufgerufen am 21. April 2020
12. ↑  http://freigaertner.org/unsere-freigaertnerloge aufgerufen am 21. April 2020
13. ↑  http://freigaertner.org/unsere-grossloge aufgerufen am 15. November 2023
14. ↑  vgl. 1. Buch Moses 2,15: Und Gott der HERR nahm den Menschen und setzte ihn in den Garten Eden, dass er ihn baute und bewahrte.
15. ↑  vgl. 1. Buch Könige 5,13: Und er redete von Bäumen, von der Zeder an auf dem Libanon bis an Isop, der aus der Wand wächst. Auch redete er von Vieh, von Vögeln, von Gewürm und von Fischen.
16. ↑  Johannes 20,15
17. ↑  Offenbarung 22,2
18. ↑  Der englische Name für Gott lautet The Great Gardener of the Universe, abgekürzt: TGGOTU.
19. ↑  vgl. Johannes 20,15: Spricht er zu ihr: Weib, was weinest du? Wen suchest du? Sie meint, es sei der Gärtner, und spricht zu ihm: Herr, hast du ihn weggetragen, so sage mir, wo hast du ihn hin gelegt, so will ich ihn holen.
20. ↑  vgl. 1. Buch Moses 7,1-10 (Sintflut), 1. Buch Moses 8,6-12 (Taube mit Ölzweig) und 1. Buch Moses 9,8-17 (Regenbogen).